# Село Доња Добриња, борци пали у ратовима од 1912. до 1918. године
Списак бораца из села Доња Добриња, Општина Пожега, погинулих и умрлих у Балканским и Првом светском рату преузет је из књиге „Пожега и околина”, објављене 1978. године.
Подаци за подручје Пожеге прикупљани су у периоду 1976–1977. године преко матичних књига умрлих, спомен-плоча, крајпуташа, као и разговора са преживелим борцима и појединим грађанима који су по сећању могли да дају податке, уз напомену да спискови могуће да нису потпуни, због временске дистанце и недостатка поузданих извора.

## Списак
1. Богдановић Будимир
2. Богдановић Велимир
3. Богдановић Владимир
4. Богдановић Милија
5. Богдановић Нестор
6. Божовић Илија
7. Виторовић Милован
8. Виторовић Витор
9. Виторовић Љубо
10. Виторовић Мијат
11. Вучићевић Петар
12. Илић Јован
13. Илић Миломир
14. Јовановић Илија
15. Јовановић Раденко
16. Јовичић Јовиша
17. Јовичић Илија
18. Јовичић Миленко
19. Коларевић Љубомир
20. Коларевић Стеван
21. Коларевић Милисав
22. Лађевац Драгиша
23. Лађевац Витомир
24. Лађевац Стеван
25. Лађевац Будимир
26. Лађевац Јоксим
27. Лађевац Миломир
28. Лађевац Тикомир
29. Лађевац Светомир
30. Лађевац Милија
31. Лађевац Милан
32. Лађевац Илија
33. Лапчевић Чедомир
34. Марјановић Јован
35. Маслаћ Влајисав
36. Маслаћ Милисав
37. Маслаћ Милош
38. Маслаћ Миленко
39. Остојић Гојко
40. Павловић Срето
41. Павловић Драгић
42. Павловић Драгољуб
43. Савић Рајко
44. Савић Видоје
45. Савић Велимир
46. Симовић Војимир
47. Стевановић Милун
48. Стојановић Тикомир
49. Стојчић Павле
50. Стојчић Н. Петар
51. Стојчић Гвозден
52. Стојчић Иван
53. Стојчић Драгиша
54. Стојчић Љубинко
55. Стојчић Живорад
56. Стојчић С. Петар
57. Стојчић Владисав
58. Стојчић Јовиша
59. Тешић Тодор
60. Тошић Остоја
61. Тошић Стојан[1]